# 카르틀리 왕국

1490년 조지아 왕국 해체 이후의 조지아 지역

카르틀리 왕국(조지아어: ქართლის სამეფო kartlis samepo)은 중세 후기와 근세 초기에 조지아 동부에 위치해 있던 군주국으로, 오늘날의 카르틀리 지방을 주로 다스렸으며 수도는 트빌리시에 있었다. 1478년 조지아 왕국의 삼분할 과정에서 등장하여 여러 차례 짧은 기간에 흥망하기를 반복하다가, 1762년 왕위 계승을 통해 인접한 카헤티 왕국의 바그라티오니가 통치 하에 합병하여 카르틀리-카헤티 왕국을 이루며 사라졌다. 존속 기간 동안 이란의 여러 왕조나 오스만 제국의 봉신국으로 있기도 했으나 1747년 이후로는 높은 수준의 독립을 누렸다.

## 같이 보기
- 조지아 왕국
- 바그라티오니가